# Павлова (торт)
Павлова (англ. pavlova, сокр. pav; произносится [pævˈloʊvə] или [ˈpɑːvləvə]) — торт-безе со свежими фруктами, особенно популярный в Новой Зеландии и Австралии. Основа изготавливается из безе и взбитых сливок, а верхний слой — из ягод или кусочков тропических фруктов (в Новой Зеландии и Австралии предпочитают клубнику в сочетании с мякотью маракуйи, в Великобритании — малину). Выпекают «Павлову» в виде торта или порционно, украшая каждую порцию отдельно.
Назван в честь балерины Анны Павловой, гастролировавшей по Австралии и Новой Зеландии в 1926 году. В те годы имя знаменитой танцовщицы носили многие бренды — шоколадные конфеты, одежда, духи. Точное время и место изобретения десерта не установлено и является предметом затяжного спора между новозеландцами и австралийцами.

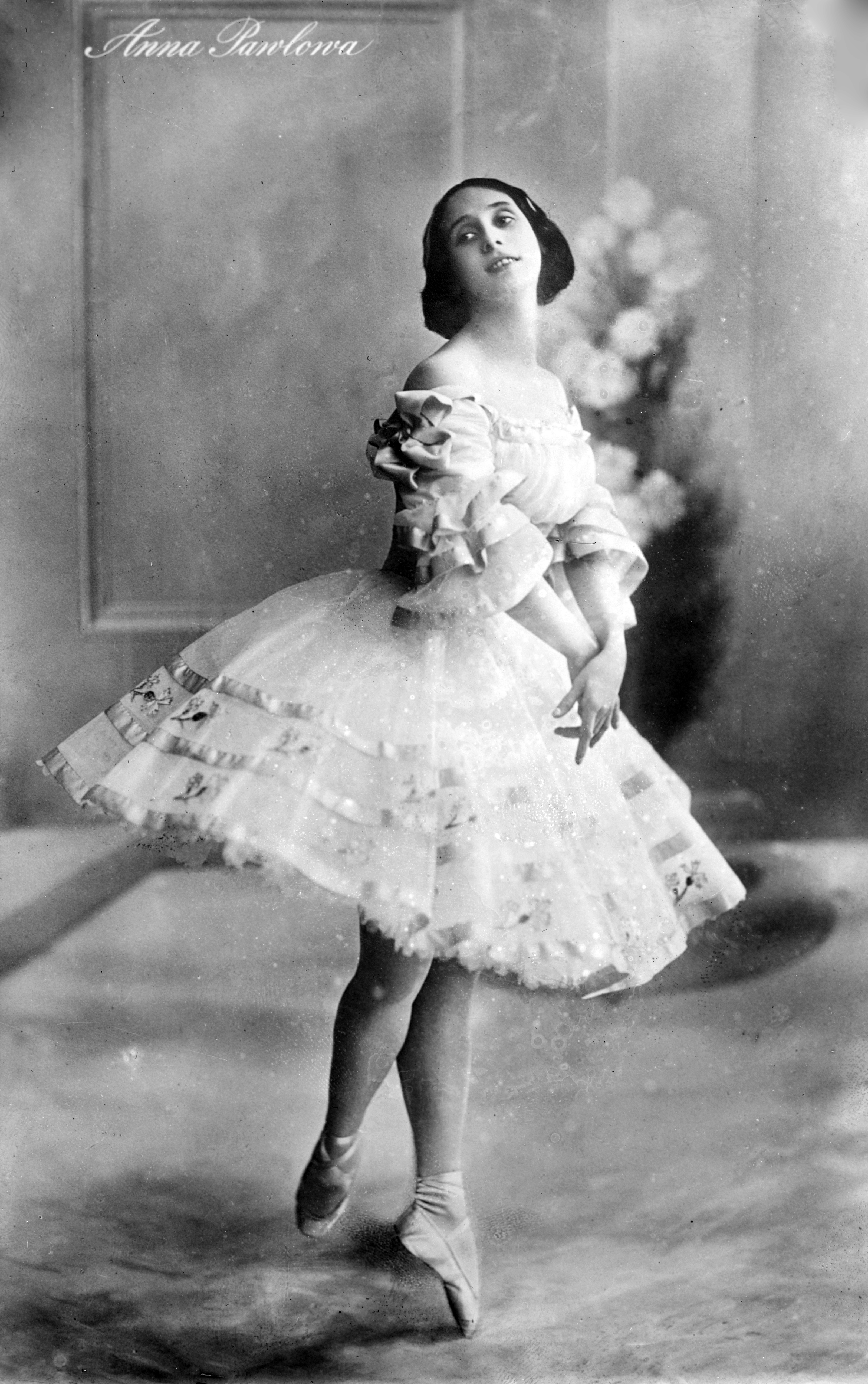
Анна Павлова, 1912

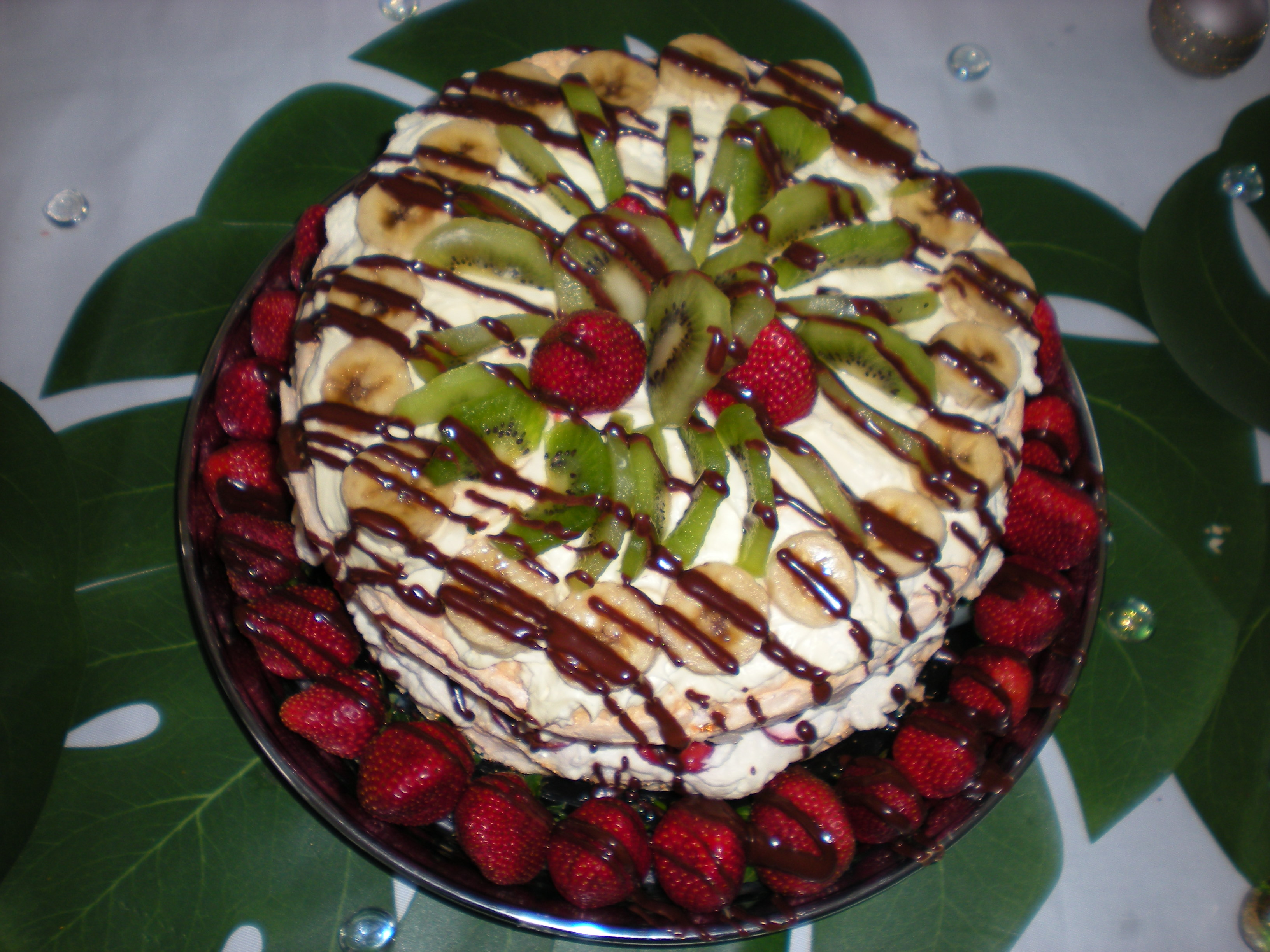
Торт «Павлова» с клубникой

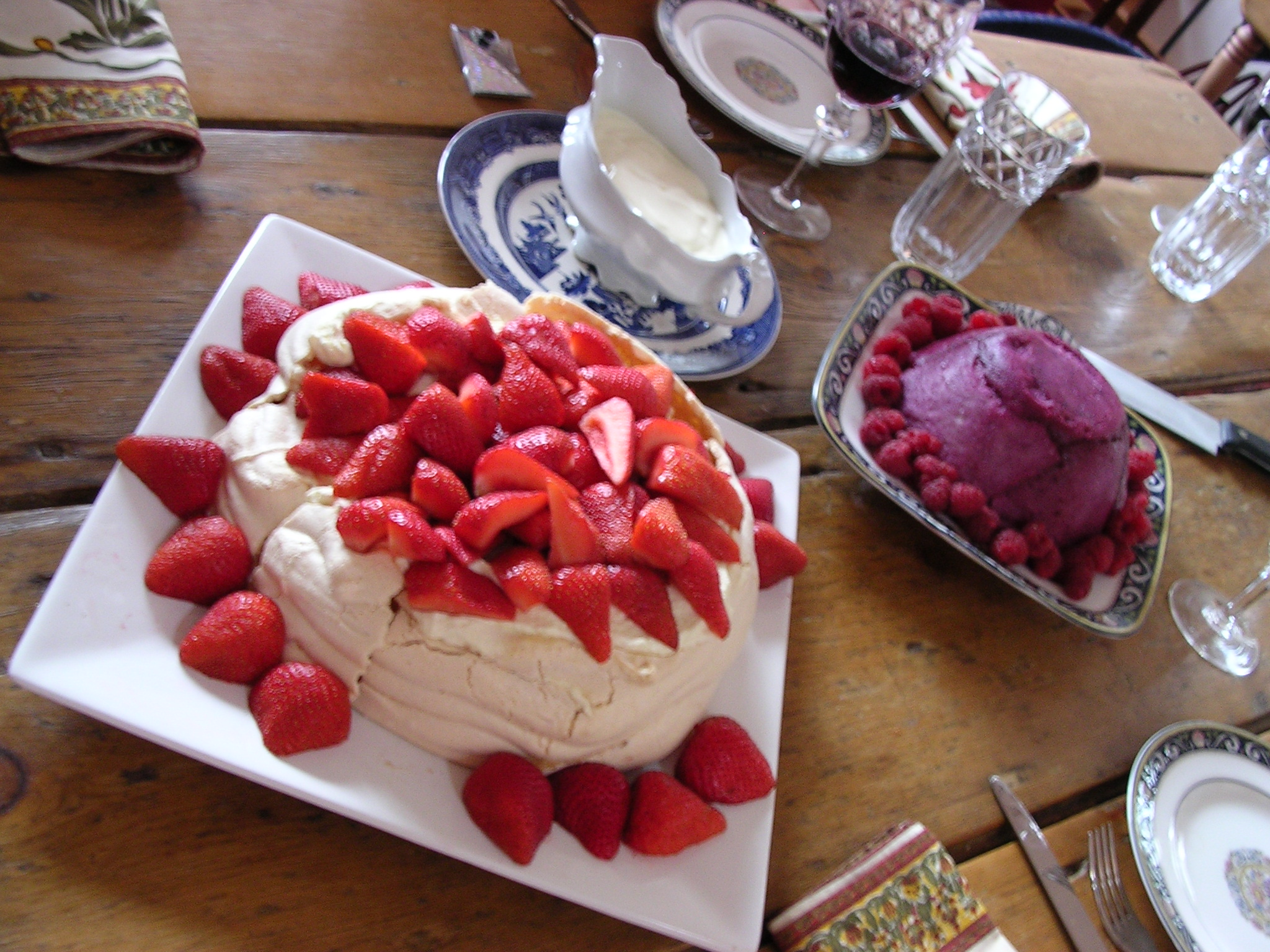
Австралийский рождественский десерт, украшенный клубникой

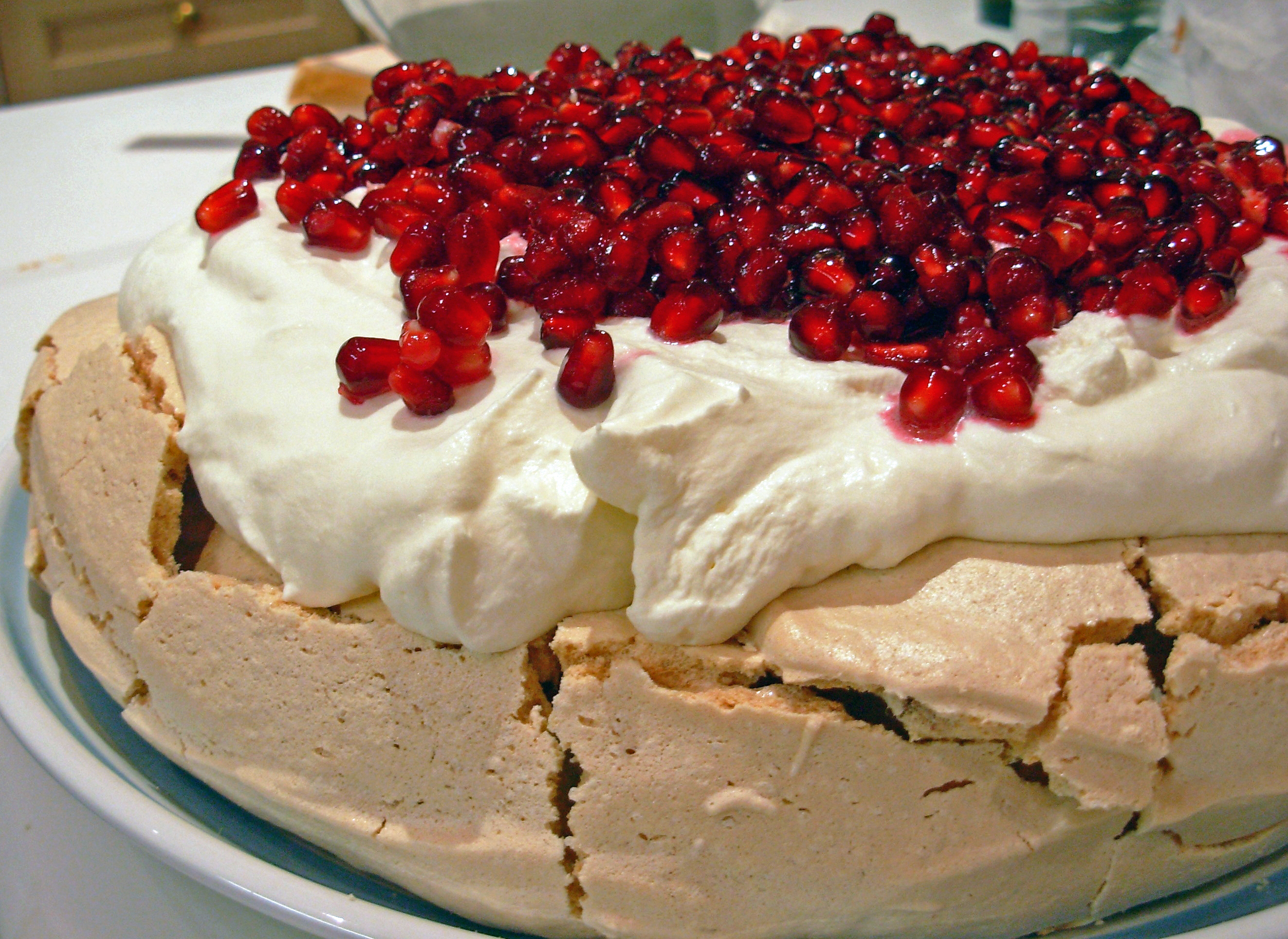
Домашняя павлова с зёрнами плода граната

## История
Согласно проведённым исследованиям рецепт десерта появился в Новой Зеландии. Кит Мани (англ. Keith Money), биограф Анны Павловой, установил, что шеф-повар ресторана в одной из гостиниц Веллингтона создал этот десерт в 1926 году, чтобы угостить им балерину во время её всемирного турне.
Однако в Австралии уверены, что рецепт десерта впервые изобрёл повар Берт Саше в 1935 году, когда он работал в отеле «Esplanade». Торт был изготовлен по случаю дня рождения, и, представляя новый десерт, шеф-повар воскликнул: «Такой же воздушный, как балерина Павлова». Согласно этой версии, так за десертом закрепилось такое название.
Антрополог, профессор Хелен Лич (Helen Leach) из Университета Отаго, Новая Зеландия, собрала библиотеку кулинарных книг, в которых содержится 667 рецептов этого десерта из 300 различных источников, и в 2008 году опубликовала книгу «История десерта Павлова: Кусочек новозеландской кулинарной истории» (англ. The Pavlova Story: A Slice of New Zealand’s Culinary History), в которой рассказывает об истории этого популярного десерта. Согласно Хелен Лич, в Австралии первый рецепт десерта «Павлова» был опубликован в 1935 году, а в Новой Зеландии — в 1929 году в журнале NZ Dairy Exporter Annual.
Более поздние исследования Эндрю Вуда (Andrew Paul Wood) и Аннабель Утрехт (Annabelle Utrecht) предполагают, что десерт возник в Соединенных Штатах и был основан на более раннем немецком блюде.

## Изготовление
Десерт «Павлова» готовится из взбитых в густую пену (иногда с солью) яичных белков с последующим добавлением сахарного песка, белого винного уксуса, кукурузного крахмала и ванильного сахара. Полученная смесь выпекается так же, как безе. Благодаря добавлению кукурузного крахмала торт приобретает хрустящую корочку, оставаясь мягким внутри, в чём состоит его главное отличие от безе. Сверху торт украшается взбитыми сливками и свежими фруктами: клубникой, малиной, киви, бананами или кусочками персиков. Особый аутентичный аромат придаст мякоть маракуйи (можно заменить пюре фейхоа с сахаром).

### Украшение и подача
Торт украшается перед подачей на стол. Блюдо сильно впитывает влагу, и его вкусовые качества ухудшаются, поэтому его не оставляют на следующий день.

Неукрашенный торт (выпеченное безе) можно оставить на ночь в духовом шкафу, в котором он пёкся, чтобы украсить утром.

## Самый большой торт «Павлова» в мире
В феврале 1999 года Национальный музей Новой Зеландии Те-Папа-Тонгарева отпраздновал свой первый день рождения созданием самого большого торта «Павло́ва». Этот экземпляр длиной 45 м был назван «Павзилла» (по аналогии с Годзиллой). Нарезала его тогдашний премьер-министр Новой Зеландии Дженни Шипли.
Однако уже в марте 2005 года студенты Восточного института технологии в Хокс-Бее приготовили «Павконг» длиной 64 м (по аналогии с Кинг-Конгом). Для его изготовления потребовалось 5000 яичных белков, 150 кг сахара и 150 л сливок.

## В культуре
Торт «Павлова» упоминается в речёвке, которую в англоязычных странах дети поют во время игры в «резиночку»: «Ice cream, soda, Pa-va-lo-va».